# شهرزاد پویا
 شهرزاد پویا  (زاده ۱۳۳۸ - تهران) تدوین‌گر اهل ایران است.

## تدوین
- خواب آب (۱۳۹۴)
- کوچه ملی (۱۳۸۹)
- ریسمان باز (۱۳۸۶)
- سینه سرخ (۱۳۸۵)
- گناه من (۱۳۸۵)
- جنگ کودکانه (۱۳۸۳)
- شهر زیبا (۱۳۸۲)
- واکنش پنجم (۱۳۸۱)
- روزیکه زن شدم (۱۳۷۹)
- چریکه هورام (۱۳۷۸)
- سفر به چزابه (۱۳۷۴)
- نجات یافتگان (۱۳۷۴)
- پناهنده (۱۳۷۲)
- راه و بیراه (۱۳۷۰)

## جشنواره‌ها
- برنده سیمرغ بلورین بهترین تدوین از چهاردهمین دوره جشنواره فیلم فجر برای فیلم سفر به چزابه - ۱۳۷۴
- تقدیر در دومین دوره جشن خانه سینما برای تدوین فیلم نجات یافتگان - ۱۳۷۷